# Роберт Александр Мішель Мелкі
Роберт Александр Мішель Мелкі (швед. Alexander Michel Melki, араб. الكساندر روبير ميشيل ملكي; нар. 14 листопада 1992, Седертельє) — шведський та ліванський футболіст, захисник саудівського клубу «Аль-Ансар».
Виступав, зокрема, за клуб «Сиріанска», а також національну збірну Лівану.

## Клубна кар'єра
Народився 14 листопада 1992 року в місті Седертельє.
У дорослому футболі дебютував 2011 року виступами за команду «Сиріанска», в якій провів п'ять сезонів, взявши участь у 99 матчах чемпіонату. 
Згодом з 2017 по 2023 рік грав у складі команд «АФК Ескільстуна», «Аль-Хор», «Аль-Шаханія», «АФК Ескільстуна» та «Нордік Юнайтед».
До складу клубу «Аль-Ансар» приєднався 2023 року. Станом на 19 січня 2024 року відіграв за медінську команду 8 матчів в національному чемпіонаті.

## Виступи за збірні
У 2011 році дебютував у складі юнацької збірної Швеції (U-19), загалом на юнацькому рівні взяв участь у 1 іграх.
У 2013 році залучався до складу молодіжної збірної Швеції. На молодіжному рівні зіграв у 4 офіційних матчах.
У 2018 році дебютував в офіційних матчах у складі національної збірної Лівану.
У складі збірної був учасником кубка Азії з футболу 2019 року в ОАЕ.
| Дата       | Місто          | Господарі      | Результат | Гості             | Турнір                     | Голи | Примітки |
| ---------- | -------------- | -------------- | --------- | ----------------- | -------------------------- | ---- | -------- |
| 15-11-2018 | Гданськ        | Узбекистан     | 0 – 0     | Ліван             | товариський матч           | -    | 27'      |
| 9-1-2019   | Аль-Айн        | Катар          | 2 – 0     | Ліван             | Кубок Азії 2019 - 1-й етап | -    | 24' 72'  |
| 12-1-2019  | Дубай          | Ліван          | 0 – 2     | Саудівська Аравія | Кубок Азії 2019 - 1-й етап | -    |          |
| 17-1-2019  | Шарджа (місто) | Ліван          | 4 – 1     | Північна Корея    | Кубок Азії 2019 - 1-й етап | -    | 30'      |
| 5-9-2019   | Бейрут         | Північна Корея | 2 – 0     | Ліван             | Відбір до ЧС 2022          | -    |          |
| 10-10-2019 | Бейрут         | Ліван          | 2 – 1     | Туркменістан      | Відбір до ЧС 2022          | -    |          |
| 15-10-2019 | Коломбо        | Шрі-Ланка      | 0 – 3     | Ліван             | Відбір до ЧС 2022          | -    |          |
| 14-11-2019 | Бейрут         | Ліван          | 0 – 0     | Південна Корея    | Відбір до ЧС 2022          | -    |          |
| 19-11-2019 | Бейрут         | Ліван          | 0 – 0     | Північна Корея    | Відбір до ЧС 2022          | -    | 19'      |
| 12-6-2021  | Коян           | Південна Корея | 2 – 1     | Ліван             | Відбір до ЧС 2022          | -    |          |
| Усього     |                | Матчів         | 10        |                   | Голів                      | 0    |          |